# 雷经天

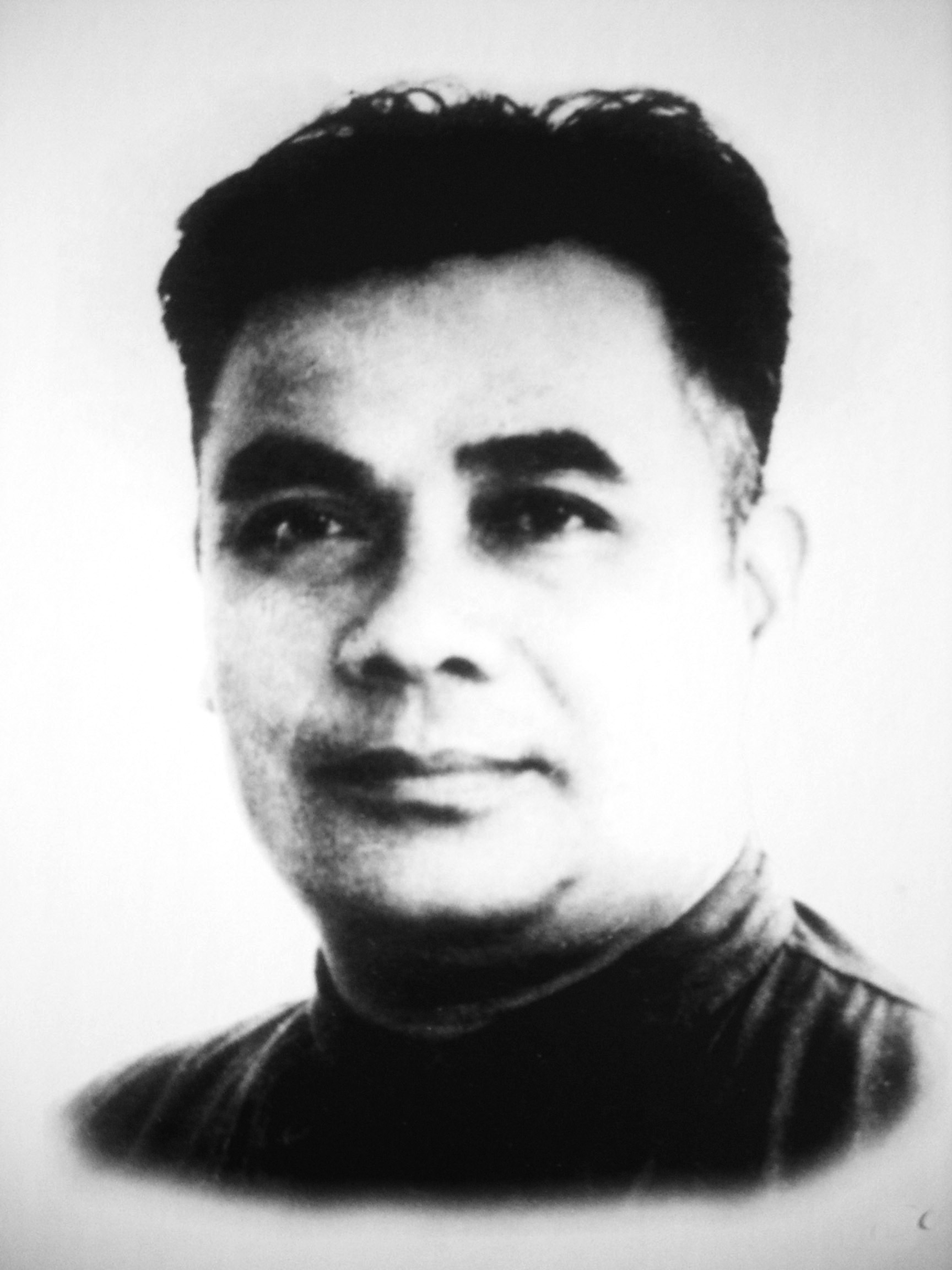
雷經天肖像

雷经天（1904年—1959年8月11日），原名雷荣璞，男，广西南宁人，中国革命家，中国共产党党员，右江根据地创建人。解放军高级将领。

## 生平
1919年参加五四运动。就读于广西省立第一中学。1923年入厦门大学理科。1924年随9名教授和三百余名进步学生转到上海创办上海大夏大学（今华东师范大学）。
1925年加入共青团。1925年5月经恽代英、贺昌介绍加入中国共产党，参加五卅运动。任大夏大学党团支部书记，并参加泸西区委。领导进步学生与国民党右派、国家主义派进行斗争，被校方开除学籍。中共中央军委随即派他到广州黄埔军校政治部任宣传科长。在中山舰事件中，他因抵制蒋介石的反动命令而被撤职。1926年夏，奉派到国民革命军第六军政治部任宣传科长，随北伐军进军江西，占领南昌、九江，任政治部九江留守主任，1927年2月出任唐生智湘军扩编组建的第三十六军（军长刘兴）第一师政治部主任。四一二事变后，调到叶挺领导的第二十四师六十团任党代表，随军赶赴南昌，参加八一南昌起义，随部队南下，在战斗中左腕和肺部受重伤，留在揭阳治疗。1927年11月带伤到香港找到党组织，后又到澳门治伤。党组织调回穗接替被捕的周文雍任中共广州市委起义行动委员会书记。急赴广州参与起义的准备工作，还设法营救了周文雍。12月，雷经天作为起义行动委员会委员和广州赤卫队总指挥部政治部主任，参加了广州起义，在观音山浴血战斗。广州起义失败后转移到香港。1928年1月广东省委作出了“雷荣璞同志临急欺骗潜逃，应即以开除党籍”的决议（《关于广州暴动问题的决议案》）。1928年春，周恩来来到香港，宣布这一处分决定无效。
1928年初，中共广东省委派他回广西。
1930年10月，李立三“左”倾冒险错误指示传达到右江，中央命令红七军离开右江革命根据地，去攻打柳州、桂林，配合中央红军争取一省数省首先胜利。雷经天表示反对，并反对把赤卫军全部编入红七军，要求留下部分地方干部和赤卫军保卫右江革命根据地，被红七军前委撤职，1930年11月红七军第一次党代会上中央南方局代表邓岗开除党籍。雷经天随红七军转战桂黔湘粤等省，以一个普通战士身份参加战斗，以渊博的知识，丰富的经验和出众的口才做宣传鼓动工作，以博大的胸怀对待革命生活和个人的委屈。1931年4月，红七军在湘赣苏区永新县召开第二次党代会，会上批判了李立三“左”倾错误，给雷经天平反，恢复了党籍。平反后，雷经天在红七军政治部编辑《火炉》月刊。1931年冬中央苏区肃反运动中，雷经天又被当做改组派的怀疑对象遭到逮捕和开除党籍，送中央国家政治保卫局审查。负责审案的邓发局长对雷经天的历史了如指掌，留他在保卫局做审计工作。1934年10月雷经天随中央红军长征，先当文书，再当侦察员，后来背着大铁锅当伙夫。过雪山时，体力耗尽倒在雪地里爬不起来，用莫文骅送的两块姜擦身，爬起来跟上队伍过了雪山。1935年冬在陕北苏区，经中央党务委员会审查批准雷经天重新入党。1935年任中华苏维埃临时中央政府西北办事处粮食部秘书科长。
抗战爆发后，任陕甘宁边区高等法院院长，提出边区审判工作准则、工作方针、工作任务，确立审判制度、调解制度，建立健全司法机构，制定改造犯人的目的。1941年获边区特等劳动模范工作者称号。主审了黄克功枪杀刘茜案、公审汉奸吉恩恭案等。1945年4月列席中共七大期间，中共中央对其历史审查结案，6月2日中组部作出《关于雷经天同志党籍间断问题的决定》：“根据廖华（厦门大学、大夏大学同学、一起入党）、周恩来、聂荣臻、陈赓、林伯渠、叶季壮、莫文骅、邓发、陈郁、凯丰、陈慧清（邓发夫人）诸同志的证明，其历史是清楚的”“雷经天并无改组派嫌疑，相反政治上是坚定的。因此在重新研究了雷经天同志的历史及诸同志的证明后，中央组织部认为过去开除其党籍是错误的，并修正一九三五年中央党务委员会对他重新入党作了决定，恢复其一九二五年五月的党籍”。中央组织部部长彭真代表中央把这个决定告知雷经天。雷经天担任八路军南下第三支队政委奔赴广东。行至豫西，正值日本投降，中央急电该部队改赴东北。
解放战争时期历任中共晋察冀中央局秘书长，华东军区两广纵队政委兼党委书记。在山东作瓦解桂系军队的工作，率两广纵队参加济南战役、淮海战役。1949年7月从河南率两广纵队南下解放华南。
中华人民共和国成立后，任广西省人民政府副主席，最高人民法院中南分院院长。1951年中南分院审理季万与沈才英离婚案，判决不准离婚。《长江日报》以读者来信方式对此案展开讨论，批评中南分院的判决。身在外地的雷经天指示：组织文章，给批评者以“歼灭性打击”。实际上《长江日报》上的“读者来信”是中南局组织部化名“朱均”写的稿子。在处理一农妇被害案时，雷经天忽略了现场、口供、旁证等证据材料的研究，片面强调“蒸骨验尸”方法。1953年6月27日全国司法改革时，中共中央中南局认定其“抵抗批评，进行非组织活动。受旧法观点影响，脱离群众路线……撤销本兼各职，留党察看两年”并获中共中央批准。1954年6月7日中央人民政府政务院撤销本兼各职,工资从行政七级降为行政十级，降职任汉口港务局副港长。1955年，中共中央监察委员会作出按期取消雷经天留党察看两年处分。1955年后任最高人民法院督导员。1956年任华东政法学院院长兼党委书记。1958年华东政法学院、上海财经学院、复旦大学法学系、中国科学院上海经济研究所合并成立上海社会科学院，任院长。1959年8月11日因肝癌在华东医院病逝。享年55岁。
1984年8月2日中共上海社会科学院党委做出处分复查报告，经上海市纪委讨论报中共中央纪委1984年12月31日批准，撤销1953年6月给雷经天留党察看两年的处分和1954年6月撤销雷经天本兼各职的处分决定。

## 评价
雷经天是老资格的共产党员，一生富有传奇色彩。他在早期根据地建设中犯有严重错误，也受到了严重处分，三落三起。

## 影视形象
《黄克功案件》成泰燊饰演雷经天。

## 著作
雷经天：《向前集》，广西人民出版社，2009年版。